# Jan van der Horst (Radsportler)

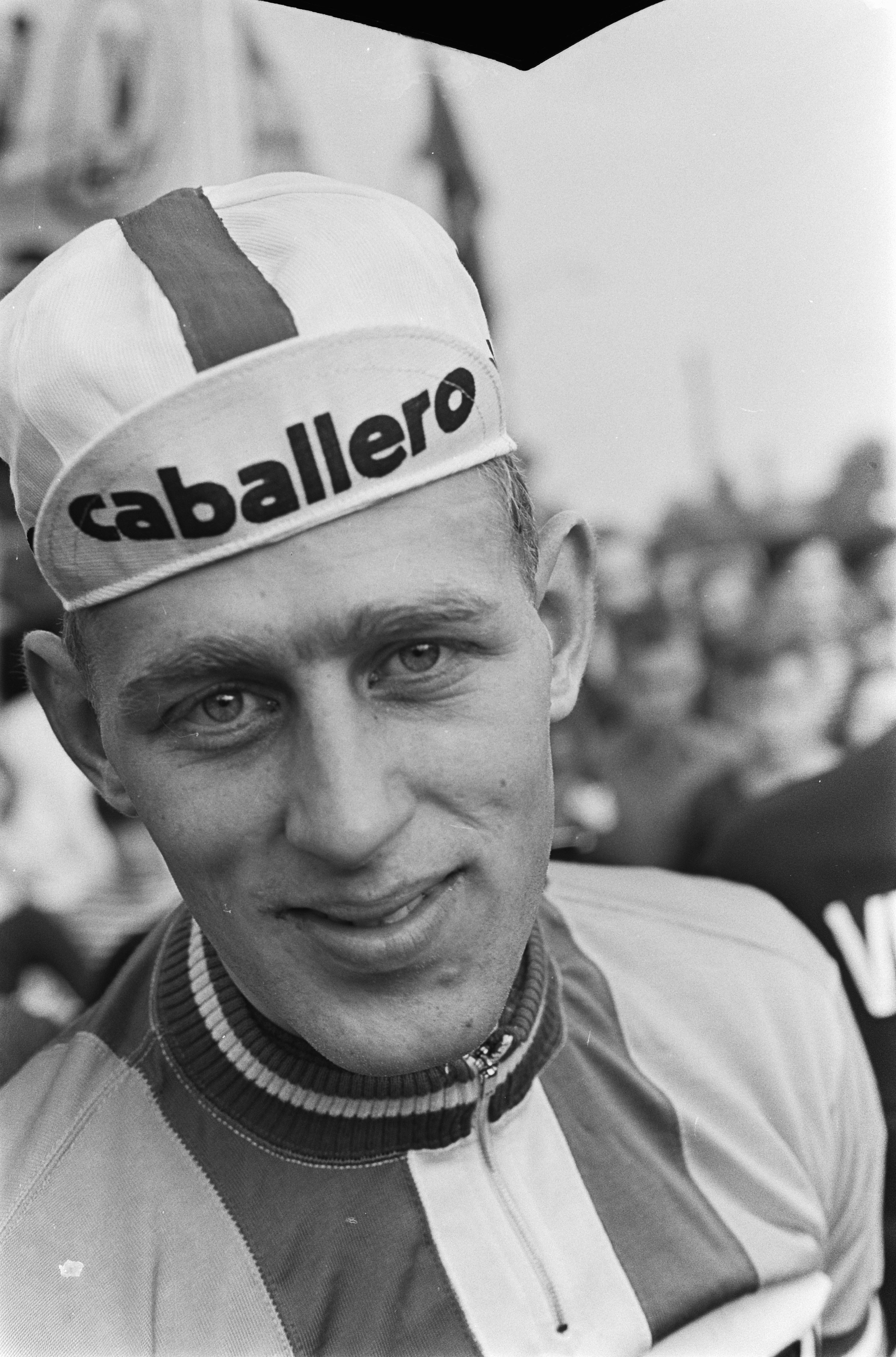
Jan van der Horst (1966)

Jan van der Horst (* 15. Dezember 1942 in Haarlem) ist ein ehemaliger niederländischer Radrennfahrer und nationaler Meister im Radsport.

## Sportliche Laufbahn
Als Amateur gewann er 1966 die Olympia’s Tour mit einem Etappensieg. Er wurde nationaler Meister im Straßenrennen und gewann die Ronde van Friesland, das Rennen Ster van Zwolle sowie das französische Etappenrennen Circuit des Mines vor Arnold Kloosterman.
1967 bis 1970 war er Berufsfahrer, er hatte seinen ersten Vertrag im Radsportteam Caballero. Als Profi konnte er an seine früheren Erfolge allerdings nicht anknüpfen. Sein bestes Resultat als Profi war der 6. Platz im Omloop Polder-Kempen 1968.